# Heribert Müller (Fußballspieler)
Heribert Müller (* 13. Februar 1954; † 16. Oktober 2020) war ein deutscher Fußballspieler.
Von 1976 bis 1980 hat der offensive Mittelfeldspieler beim FV 04 Würzburg in der 2. Fußball-Bundesliga 78 Punktspiele absolviert und dabei vier Tore erzielt. Sein Treffer per „Fallrückzieher“ zur zwischenzeitlichen 1:0-Führung am 22. Januar 1978 beim 2:0-Sieg gegen den Karlsruher SC wurde in der ARD-Sportschau zum Tor des Monats gewählt.

## Laufbahn
Der Offensivspieler errang in der fränkischen Barockstadt mit den Blau-Weißen vom Stadion an der Frankfurter Straße in den zwei Runden 1974/75 und 1975/76 jeweils in der Fußball-Bayernliga die Vizemeisterschaft. Da der Meister Wacker München 1976 auf den Aufstieg in die 2. Bundesliga verzichtete, rückte der FV 04 nach. Heribert Müller erfuhr durch die Neuzugänge Lothar Emmerich und Hans Schmidradner die Unterstützung von international erfahrenen Akteuren. In die Runde 1976/77 startete der FV 04 mit Trainer Herbert Wenz am 14. August 1976 mit einer 1:2-Heimniederlage gegen FC Bayern Hof. Am 29. August gelang mit einem 2:1-Erfolg gegen den KSV Baunatal der erste doppelte Punktgewinn. Nach dem achten Hinrundenspieltag (1:2-Heimniederlage gegen den FSV Frankfurt) wurde Heribert Müller am 21. September 1976 in Naestved in einem Länderspiel der deutschen Amateurnationalmannschaft gegen Dänemark eingesetzt. Er wurde beim 1:0-Sieg der DFB-Elf im Team um Kapitän Egon Schmitt für Winfried Stradt eingewechselt. Die Debütrunde in der 2. Liga beendete der FV 04 am 21. Mai 1977 unter Wenz-Nachfolger Werner Bickelhaupt mit einem 1:1-Heimremis gegen den Vizemeister TSV München 1860. Müller hatte an der Seite der Mitspieler Siegfried Scherzer (Torhüter), Schmidradner, Walter Szaule, Friedhelm Groppe, Bernd Göbel, Heinz-Dieter Lömm, Emmerich und Hans-Otto Hiestermann 35 Pflichtspiele absolviert und zwei Tore erzielt. Zweitliganeuling FV 04 Würzburg erreichte mit dem 13. Rang den Klassenerhalt. 
Im zweiten Jahr in der 2. Bundesliga, 1977/78, kam durch den Aufstieg von Kickers Würzburg ein echtes Lokalderby zustande. Am 6. November 1977 trennten sich die zwei Würzburger Rivalen vor 13.000 Zuschauern mit einem 2:2-Remis. Am 22. Spieltag, den 22. Januar 1978, besiegten Müller und Kollegen den Karlsruher SC mit deren Leistungsträgern Karl-Heinz Struth, Rainer Ulrich, Rolf Dohmen und Wilfried Trenkel vor 9.000 Zuschauern mit 2:0. Die in der 44. Spielminute mit einem „Fallrückzieher“ erzielte 1:0-Führung durch Heribert Müller wurde in der ARD-Sportschau zum Tor des Monats gewählt. Der FV 04 belegte am Rundenende mit Trainer Rudi Kröner den 11. Rang. Müller hatte in 31 Spielen ein Tor erzielt. 
Die Saison 1978/79 war Heribert Müller bei TuS Schloß Neuhaus in der Amateuroberliga Westfalen aktiv. Mit einem Punkt Rückstand zu Meister SC Herford verpassten die Paderborner Vorstädter den Aufstieg in die 2. Bundesliga. Deshalb kehrte er zur Saison 1979/80 wieder zum FV 04 nach Würzburg zurück. Seine dritte Runde in der 2. Bundesliga entwickelte sich aber zu einem Debakel. In der Reihenfolge Dieter Feldhoff (bis 9/79), Heinz Bewersdorf (9/79-2/80), Helmut Siebert (2 und 3/80) und István Sztani (3-6/80) versuchten sich gleich vier Trainer vergeblich an der Aufgabe, den FV 04 in der 2. Liga zu halten. In 40 Verbandsspielen reichte es lediglich zu sechs Siegen und neun Unentschieden. Mit 21:59 Punkten stieg der Würzburger FV in das Amateurlager ab. Heribert Müller hatte noch in zwölf Spielen mitgewirkt.